# Połaniec
Połaniec – miasto w południowo-wschodniej Polsce, w województwie świętokrzyskim, w powiecie staszowskim. Jest siedzibą miejsko-wiejskiej gminy Połaniec.
Miasto królewskie w powiecie sandomierskim województwa sandomierskiego w drugiej połowie XVI wieku. Miasto w starostwie sandomierskim w 1629 roku. W latach 1975–1998 miasto administracyjnie należało do województwa tarnobrzeskiego. W Zawadzie k. Połańca znajduje się jedna z największych w Polsce elektrowni cieplnych, Enea Połaniec S.A o mocy 1800 MW. Otwarty w 2013 Zielony Blok o mocy 205 MW stał się największym na świecie blokiem energetycznym opalanym w 100% biomasą. Na terenie miasta i gminy Połaniec znajduje się również podstrefa Specjalnej Strefy Ekonomicznej Starachowice, która w 2017 roku obejmowała obszar 39,423 ha. Przez Połaniec przebiegają również dwie istotne drogi – Droga wojewódzka nr 764 z mostem na Wiśle (łącząca Połaniec ze Specjalną Strefą Ekonomiczną Euro-Park w Mielcu) oraz Droga krajowa nr 79.

## Położenie

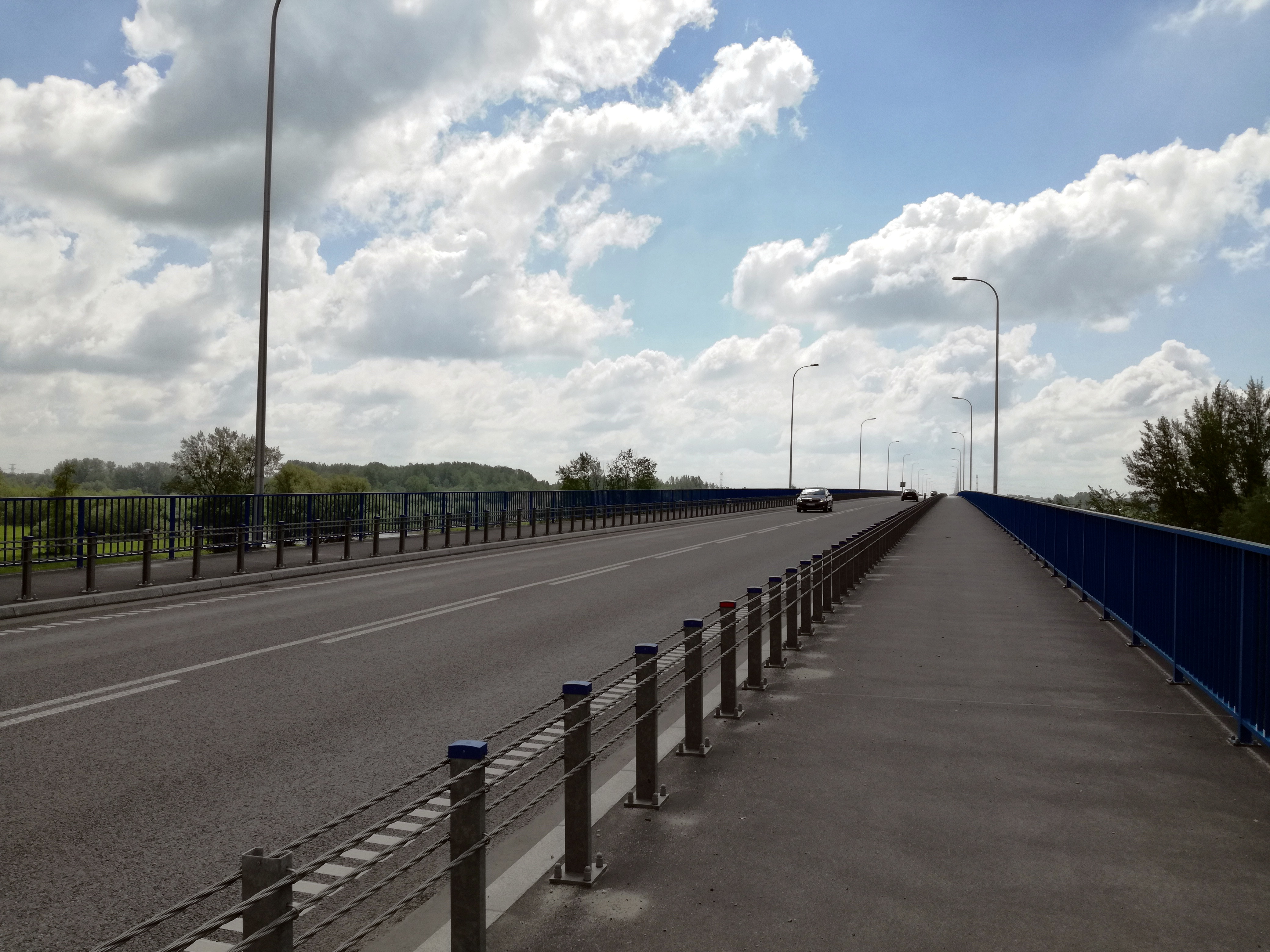
Most w Połańcu łączący gminę Połaniec z powiatem mieleckim. Otwarty w 2014 roku.

Miasto i gmina Połaniec leży w Świętokrzyskim. Należała do ziemi sandomierskiej, we wschodniej części Niecki Połanieckiej będącej częścią Kotliny Sandomierskiej. Od wschodu granicę gminy stanowi rzeka Wisła, zaś od północy i zachodu kompleks Lasów Golejowskich. Tutejszy krajobraz ukształtował lodowiec. Pofałdowany teren rozcinają doliny Wisły, Czarnej, Wschodniej i Kanału Strumienia. Niecka Połaniecka opada 30-metrowym stopniem w kierunku wschodnim. W okolicy Połańca i Winnicy Wisła tworzy malowniczy przełom.
Przez miasto przebiega zielony szlak turystyczny z Chańczy do Pielaszowa.

## Historia

### Pradzieje
Pierwsze znane ślady osadnictwa na terenach Połańca pochodzą z paleolitu. Kryterium, którym kierowała się ludność próbująca zasiedlić ziemie nadwiślańskie to przede wszystkim zasobność w zwierzynę i ryby, dogodne ukształtowanie terenu, sprzyjający klimat oraz łatwy dostęp do wody. Jednak pierwsi osadnicy prowadzący koczowniczy tryb życia, pozostawali na danym terenie aż do wyczerpania się naturalnych zasobów. Znaleziska archeologów, pochodzące z obecnych terenów Enea Połaniec S.A, na których odnaleziono ślady kultury łużyckiej mogą świadczyć o zakładaniu stałych osad przez ludność okresu mezolitu na ziemiach połanieckich.
Osadnicy posiadający już umiejętność hodowli bydła i uprawy ziemi pojawili się na terenach Połańca około 4000–3500 lat p.n.e. Odkryte w 1968 roku przez grupę archeologów monety z III w. p.n.e. (147 denarów z okresu republiki i pryncypatu) są istotnym dowodem na kontakty handlowe z Imperium rzymskim.

### Dzieje Połańca
Połaniec zaczyna tętnić życiem około wieku XI, kiedy to zostaje wzniesiony gród przy ujściu rzeki Czarnej do Wisły. Niedaleko nowo powstałego grodu została ulokowana osada o charakterze służebnym, której powstanie datuje się na XI–XII wiek. Wraz z pierwszym miastem powstaje kościółek św. Katarzyny na Winnej Górze.
Rok 1241 to najazd Tatarów na połanieckie ziemie. Gród został doszczętnie złupiony i spalony. Niedaleko wsi Tursko doszło do zażartej bitwy oddziałów rycerstwa polskiego z Tatarami. Według Jana Długosza Polacy zmusili najeźdźców do ucieczki. Lustracja przeprowadzona najprawdopodobniej 1340 r. wskazuje, że Połaniec liczył około 400 mieszkańców.
W 1350 roku miasto na mocy dokumentu wydanego przez Kazimierza Wielkiego zostało przeniesione z Winnej Góry na obecne miejsce. Ze względu na szlak handlowy wiodący z Krakowa do Sandomierza oraz dosyć ważną drogę wodną, spławną Wisłą, Połaniec uzyskał dość wcześnie (przed 1264 r.) prawa miejskie.
W 1442 roku miała miejsce dziwna sytuacja z ówczesnym królem, Władysławem Warneńczykiem, który gromadząc pieniądze na wyprawę przeciwko Turkom, zapożyczył się u właściciela majątku w Rytwianach, Dersława Jastrzębca, na kwotę ponad 4000 złotych. Niestety król zmarł nie spłacając zaciągniętego długu, zostawiając tym samym swojego następcę z nie lada problemem. Jednak spadkobierca po Deresławie zrzekł się niespłaconej sumy na sejmie w Piotrkowie. W ramach rekompensaty król Kazimierz Jagiellończyk podarował Annie, wdowie po Janie Rytwiańskim, Połaniec. Przez ponad 50 lat Połaniec znajdował się w rękach właścicieli latyfundiów rytwiańskich. Był to trudny okres w dziejach miasta, gdyż właściciele nastawiali się jedynie na zysk, nie dbając o rozwój estetyczny miasta i rozwój gospodarki. Miasto, na które nałożono nadmiar obowiązków nie mogło rozwijać się tak dynamicznie jak pod „skrzydłami” króla.
Na początku XVI wieku Połaniec ponownie został doszczętnie zniszczony i spalony podczas kolejnego najazdu Tatarów. W zaistniałej sytuacji król Zygmunt Stary postanowił umorzyć podatki dla pogorzelców i zmniejszyć ich wymiar dla mniej poszkodowanych mieszczan. Po zbójeckim napadzie ten sam król ustanowił targi w każdy poniedziałek i trzy jarmarki w roku (na Zielone Świątki, św. Małgorzatę oraz św. Katarzynę). W 1526 roku ogromny pożar objął Połaniec pochłaniając dużą część zabudowy, będąc przyczyną kolejnego uwolnienia mieszczan od podatków.

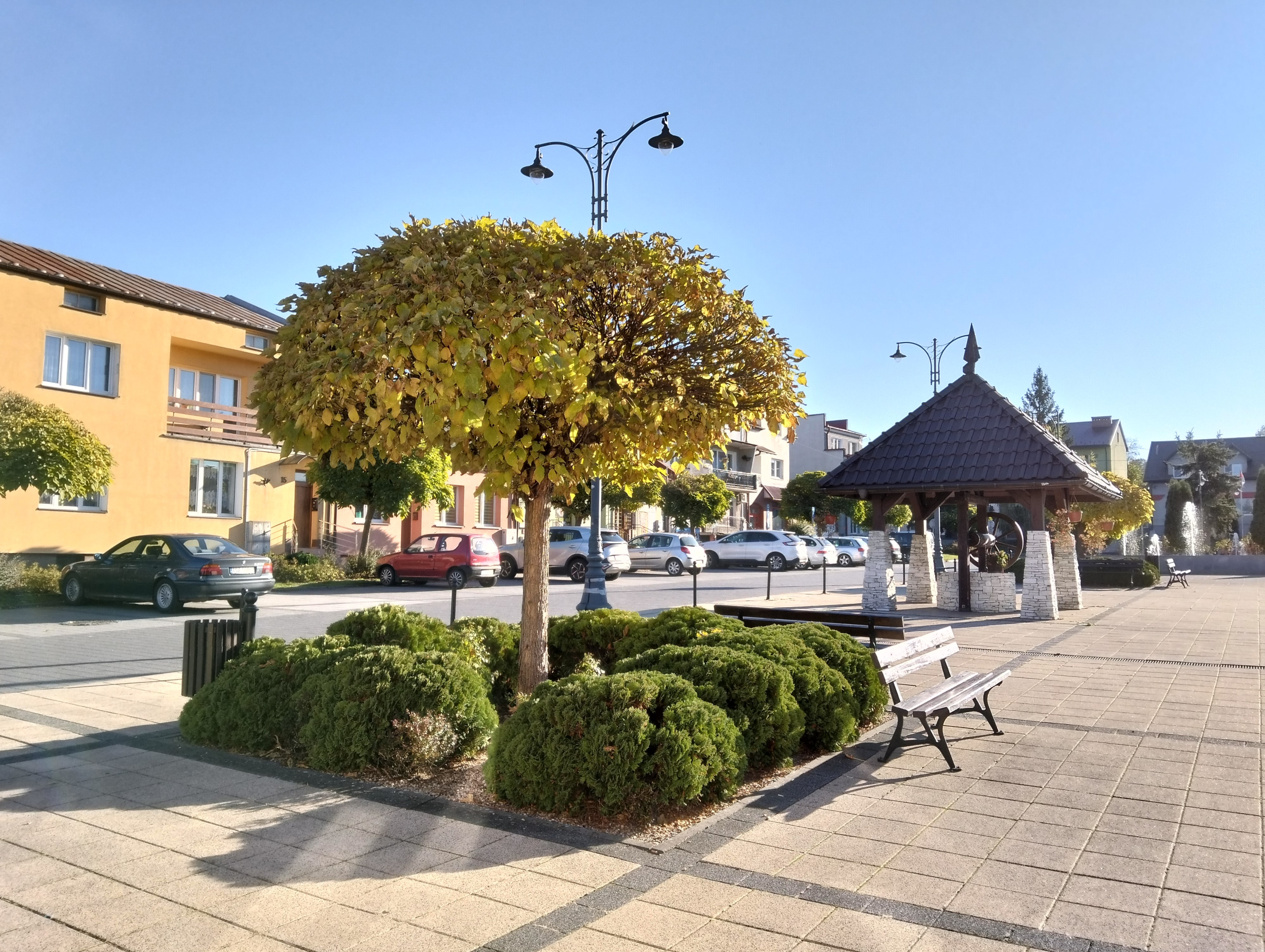
Rynek w Połańcu (plac Uniwersału Połanieckiego)

W połowie XVI wieku miastu został ufundowany ratusz, a mecenat nad tym przedsięwzięciem sprawował hetman Jan Amor Tarnowski. Dwanaście lat po tej inwestycji Połaniec został pochłonięty przez kolejny pożar. Również po tym pożarze, podobnie jak poprzednicy, król Zygmunt August zawiesił pobieranie podatków od pogorzelców.
Na początku XVII wieku w mieście powstał szpital dla ubogich, a przy nim kościółek św. Ducha, otwarty decyzją ówczesnego biskupa. W 1632 roku ustanowiono kolejny coroczny jarmark na św. Kazimierza. Przywilej ten został nadany Połańcowi przez Zygmunta III Wazę.
W 1772 roku nastąpił pierwszy rozbiór Polski. Odciął on Połaniec od rynku zbytu, jakim była Galicja, zajęta teraz przez Austriaków. Wysokie cła na transportowane do Galicji towary bardzo spowolniły rozwój gospodarczy miasta. 5 maja 1794 roku Naczelnik Najwyższej Siły Zbrojnej, Tadeusz Kościuszko, zjawił się pod Połańcem zakładając obóz w widłach Wisły i Czarnej. W tym to właśnie miejscu oczekiwał na połączenie swych sił z gen. Janem Grochowskim, by razem z nim uderzyć na armie gen. Denisowa. Początkowo wszystko wskazywało na klęskę oddziałów polskich, lecz zdolności dowódcze Kościuszki sprawiły, że jego armia nie poszła w rozsypkę, ale zachowała ducha bojowego i rozpoczęła odwrót do Warszawy. Bardzo ważnym dokumentem, który został wydany przez Naczelnika był uniwersał połaniecki. Dokument ten został wydany 7 maja 1794 roku. Na mocy Uniwersału chłopi stali się pełnoprawnymi obywatelami Rzeczypospolitej, zostali uwolnieni od poddaństwa, otrzymali wolność osobistą, a tym z nich, którzy wstąpili do armii została całkowicie zniesiona pańszczyzna. Wydarzenie to upamiętnia kopiec Kościuszki w Połańcu.

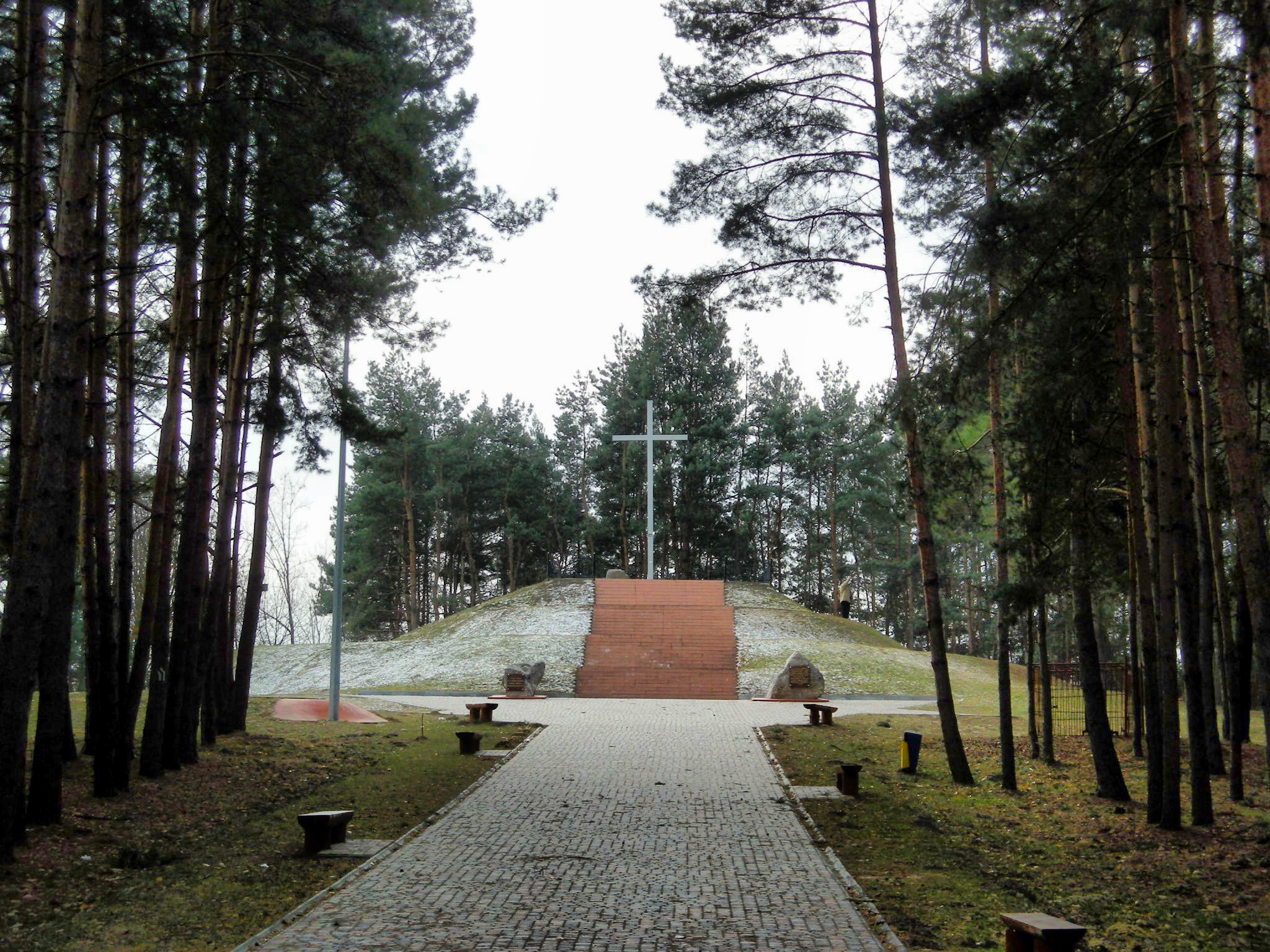
Kopiec Kościuszki

W 1795 roku, po III rozbiorze Polski, Połaniec trafił do zaboru austriackiego, a od 1815 r. do rosyjskiego. Był to ciężki okres w dziejach historii Połańca. Nasilenie się procesów rusyfikacji na ziemiach nadwiślańskich, po upadku powstania listopadowego, było głównie spowodowane chęcią wytępienia polskości, a także scalenia Królestwa z resztą Imperium Rosyjskiego.

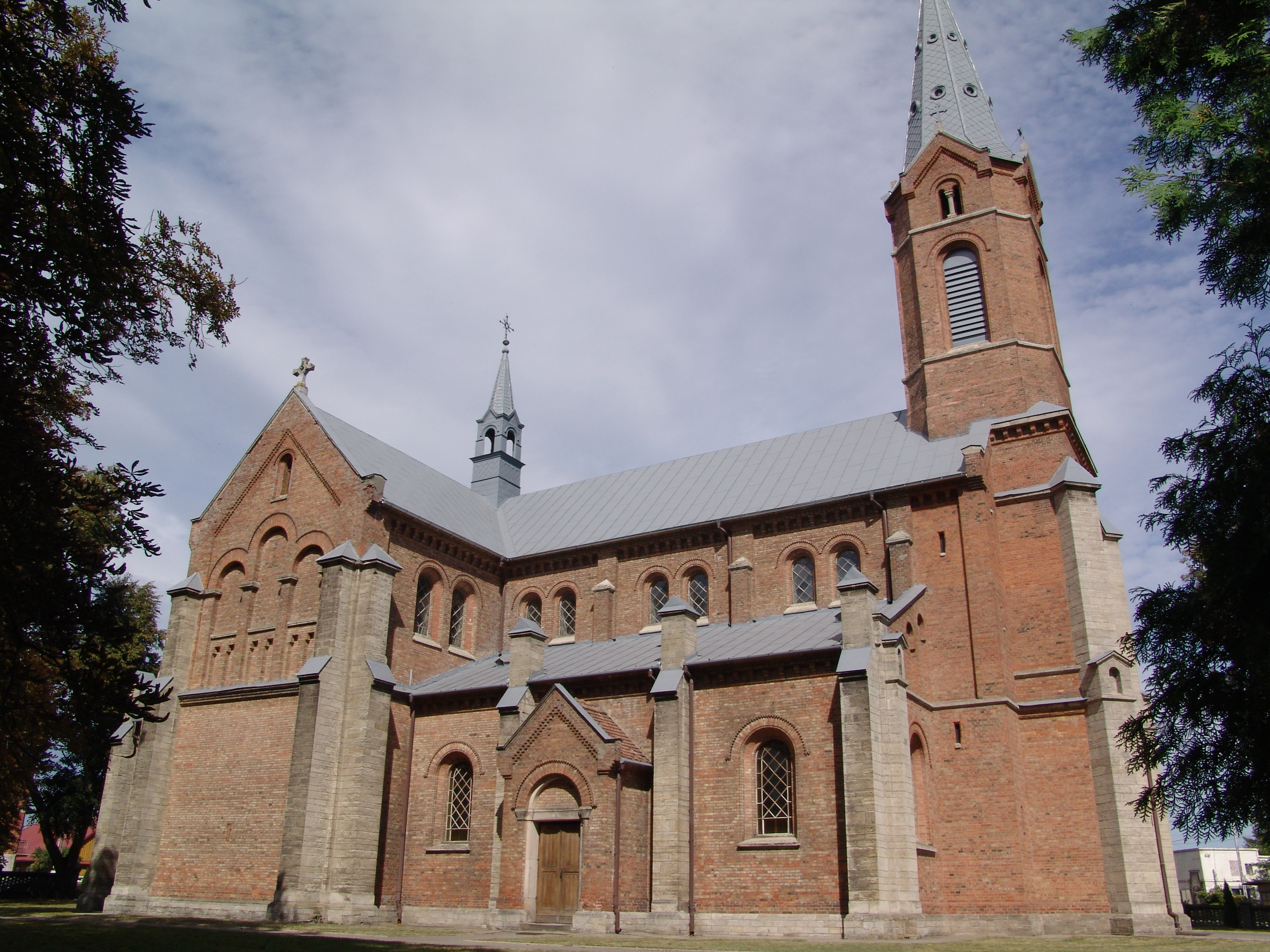
Neoromański kościół par. pw. św. Marcina, (XVI/XVII, XIX w.)

 1 czerwca 1869 roku na mocy ukazu carskiego Połaniec utracił prawa miejskie. Okoliczna ludność w czynie tym widziała zemstę za udział w powstaniu styczniowym, lecz według władz carskich powody były zupełnie inne. Pierwszym było to, że Połaniec był miastem tylko z tytułu, a zdecydowaną większość mieszkańców stanowili tu rolnicy. Drugim powodem była liczba ludności. Według ustaleń rządu carskiego miasto musiało mieć, co najmniej 3 tysiące mieszkańców, a Połaniec liczył niespełna 2 tysiące. Wskutek polityki rosyjskiej rozwój miasta został poważnie zahamowany.
W 1917 roku w Połańcu w setną rocznicę śmierci Tadeusza Kościuszki usypany został Kopiec Kościuszki w Połańcu.

### Okres międzywojenny i II wojna światowa
W 1934 roku tereny Połańca zostały nawiedzone przez powódź. Z brzegów wystąpiła zarówno Wisła jak i Czarna, zalewając Połaniec i okoliczne wsie. Poszkodowanym rolnikom umorzono podatki, a gmina dostała dofinansowanie z funduszu zapomogowego. W tym samym roku w mieście zatrzymano włóczęgę posiadającego ściśle tajne dokumenty z Centrum Wyszkolenia Wojsk Łączności. Szpiegiem zajęła się ekspozytura wojskowego kontrwywiadu z Kielc.
Po wybuchu II wojny światowej rozpoczął się dramat Żydów mieszkających na terenach Polski. Połaniec w tym okresie był uważany za „oazę spokoju”, gdyż położony był z dala od ruchliwych szlaków drogowych, pozbawiony komunikacji kolejowej, nie posiadał także stałych placówek gestapo. Ale także tutaj Holocaust pochłonął kilka tysięcy ofiar. Podczas okupacji hitlerowskiej, 1 czerwca 1942 roku Niemcy utworzyli getto dla żydowskich mieszkańców. Przebywało w nim około 2200 Żydów. W 18 października 1942 zostali wywiezieni do getta w Staszowie, a stamtąd do obozu zagłady Treblinka II i tam zamordowani. W Połańcu podczas okupacji niemieckiej prowadzono tajne nauczanie na etapie szkoły podstawowej i gimnazjum. Po wkroczeniu do miasta Armii Czerwonej na Połaniec spadły nowe represje. Do łagrów wywieziono 42 mieszkańców.

### Okres powojenny

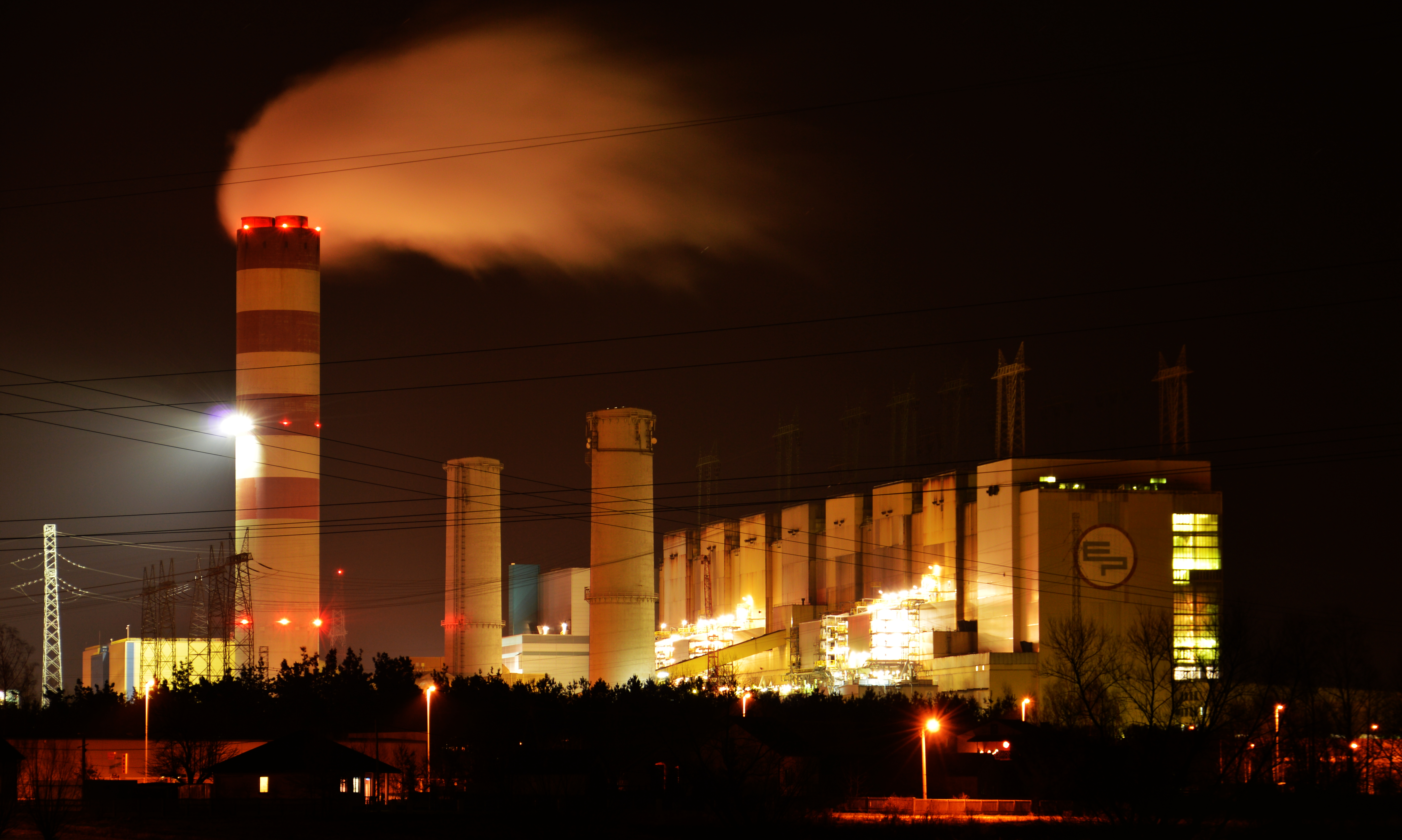
Elektrownia Połaniec

Żmudna praca przy odbudowie i usuwaniu zniszczeń po tym, co działo się w Połańcu w okresie II wojny światowej.
- W latach 50. Połaniec został zelektryfikowany, a OSP otrzymała wóz bojowy.
- W latach 60. wybudowano szkołę podstawową, uruchomiono komunikację PKS oraz odbyło się uroczyste otwarcie trasy nadwiślańskiej.
- W latach 70. rozpoczęto budowę Elektrowni Połaniec oraz uruchomiono ZSZ (Zasadniczą Szkołę Zawodową), która miała kształcić głównie elektryków i elektroników.
- W 1980 roku Połaniec odzyskał prawa miejskie. Trzy lata później zakończono budowę elektrowni i nadano jej imię Tadeusza Kościuszki.
- W 1997 roku Połaniec nawiedziła powódź tysiąclecia, która wyrządziła ogromne szkody.

## Kultura i wypoczynek
- Centrum Kultury i Sztuki w Połańcu (wraz z salą kinową obsługującą obraz 4K 3D i dźwięk przestrzenny)
- Miejsko-gminna Biblioteka Publiczna w Połańcu
- Ośrodek Sportu i Rekreacji w Połańcu
- Muszla koncertowa przy ul. Królowej Jadwigi

## Edukacja
- Publiczna Szkoła Podstawowa im. T. Kościuszki, ul. Żapniowska
- Zespół Szkół im. Oddziału Partyzanckiego Armii Krajowej „Jędrusie”, ul. Ruszczańska 23

## Demografia

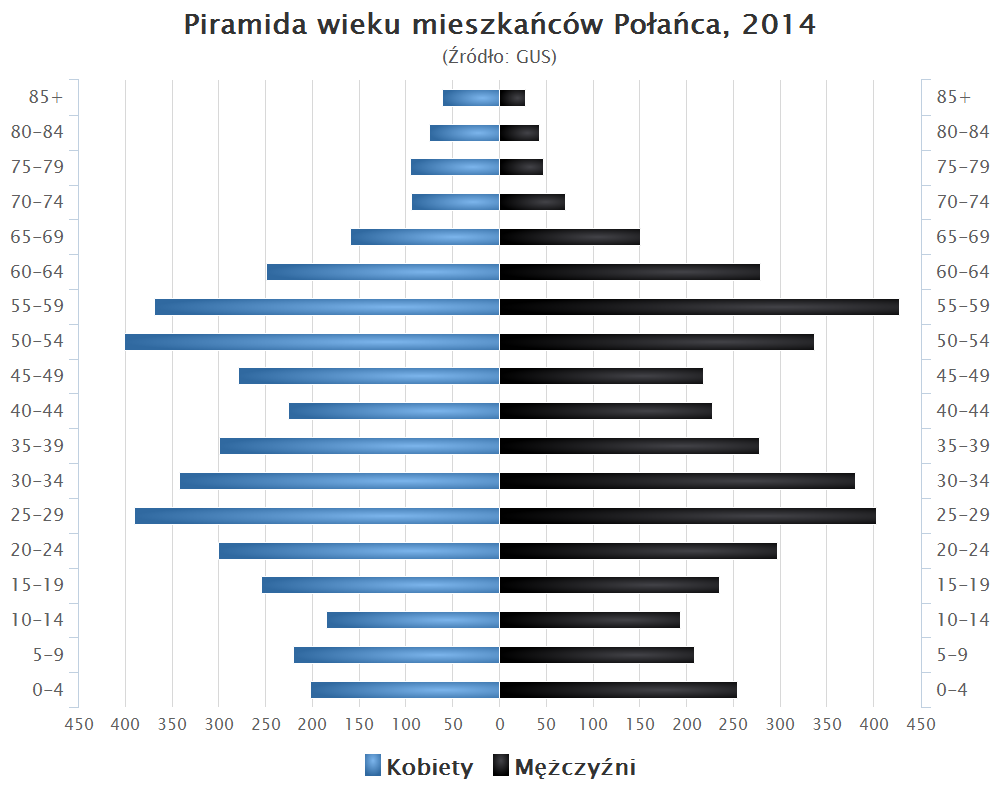
Piramida wieku mieszkańców Połańca w 2014 roku

## Sport

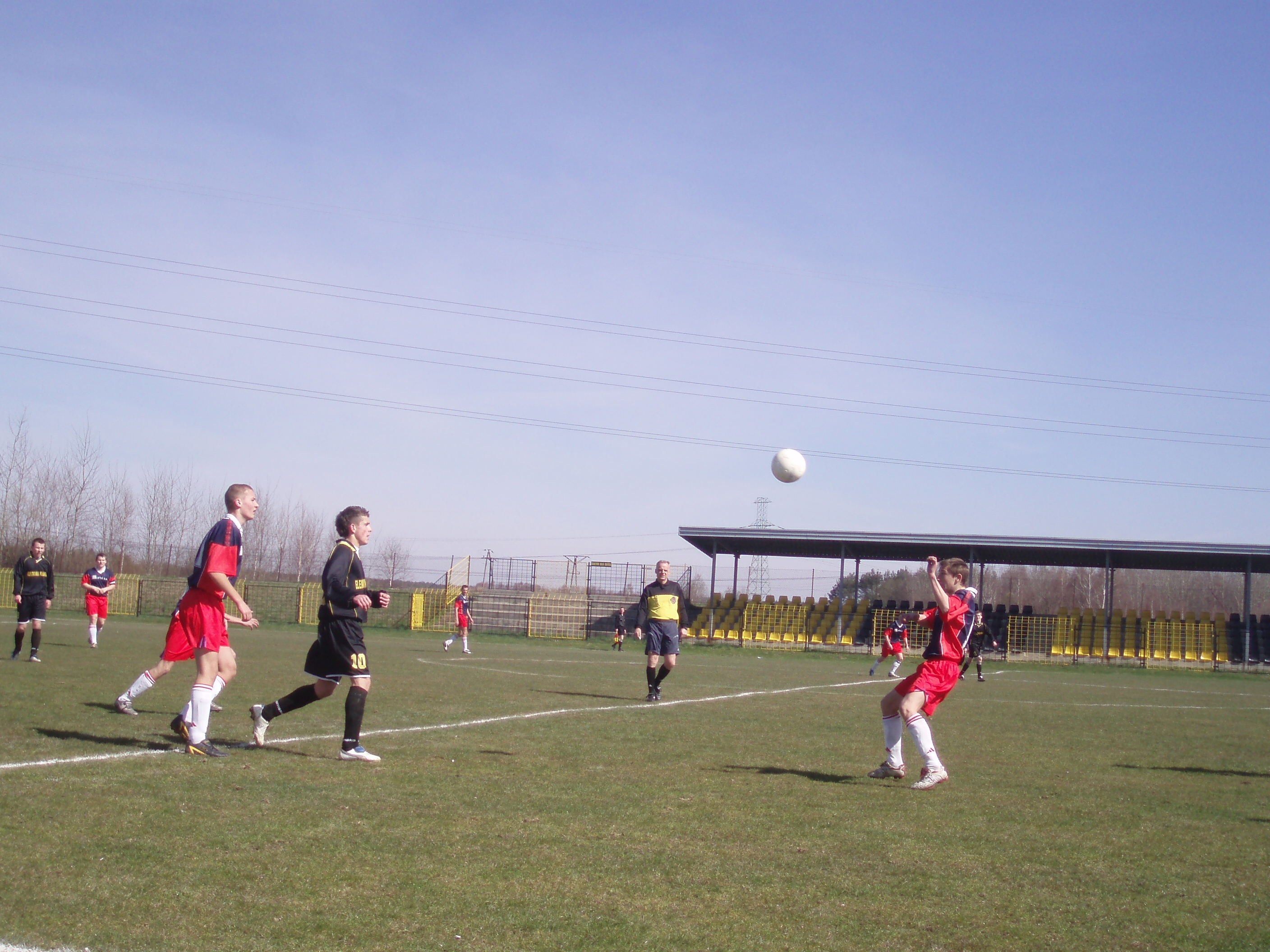
Stadion MKS Czarni Połaniec

- Czarni Połaniec – klub piłkarski założony w 1948, występujący w sezonie 2024/2025 w III lidze, gr. IV.
- Delfin Połaniec – klub pływacki.
- Żaczek Połaniec – szkolny klub sportowy.

## Religia

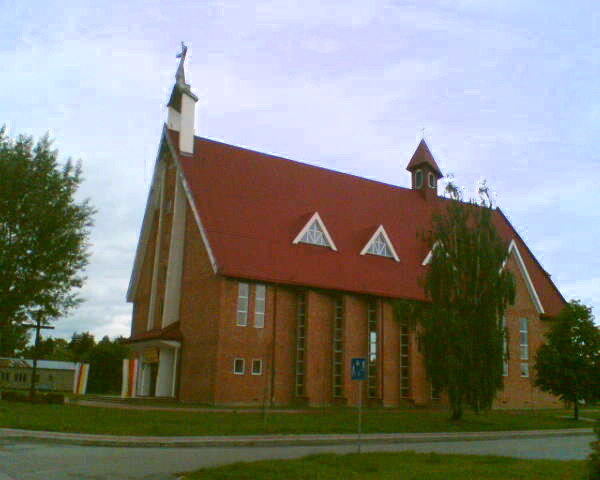
Kościół Matki Bożej Wspomożenia Wiernych

- Wisła w czasie powodzi tysiąclecia w okolicach PołańcaParafie rzymskokatolickie

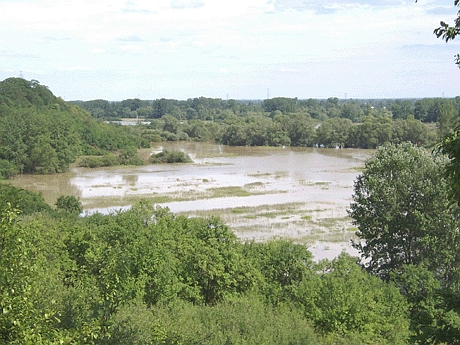
Wisła w czasie powodzi tysiąclecia w okolicach Połańca

  - Parafia Matki Bożej Wspomożenia Wiernych w Połańcu
  - Parafia św. Marcina w Połańcu
- Świadkowie Jehowy
  - Zbór w Połańcu (w tym grupa j. migowego)[11]

## Ulice
Poniżej w tabeli 1 ulice będące integralną częścią miasta Połaniec, z aktualnie przypasanym im numerem zgodnym z TERYT z katalogu ULIC.

| Symbol ulicy | Nazwa ulicy                   | Symbol ulicy | Nazwa ulicy                             | Symbol ulicy | Nazwa ulicy                        | Symbol ulicy | Nazwa ulicy                    |
| ------------ | ----------------------------- | ------------ | --------------------------------------- | ------------ | ---------------------------------- | ------------ | ------------------------------ |
| 00157        | ul. Akacjowa                  | 08728        | ul. Jana Kochanowskiego                 | 12740        | ul. Adama Mickiewicza              | 23240        | ul. Tylna                      |
| 00868        | ul. Batalionów Chłopskich     | 09003        | ul. Hugona Kołłątaja                    | 12784        | ul. Mielecka                       | 23373        | pl. Uniwersału Połanieckiego   |
| 03283        | ul. Stefana Czarnieckiego     | 09186        | ul. Marii Konopnickiej                  | 14834        | ul. Ogrodowa                       | 23884        | ul. Wesoła                     |
| 03632        | ul. Daszyn                    | 09501        | ul. Kosynierów                          | 15211        | ul. Elizy Orzeszkowej              | 24012        | ul. Widokowa                   |
| 04574        | ul. Działkowców               | 09546        | ul. Kościelna                           | 15233        | ul. Osiecka                        | 24398        | ul. Wiślana                    |
| 04805        | ul. Energetyków               | 09582        | ul. Tadeusza Kościuszki                 | 15733        | ul. Partyzantów                    | 24459        | ul. Wincentego Witosa          |
| 05627        | ul. Bartosza Głowackiego      | 09796        | ul. Krakowska                           | 16853        | ul. Podskale                       | 41744        | ul. Wójta Bartłomieja          |
| 10003        | ul. Królowej Jadwigi          | 09799        | ul. Krakowska Duża                      | 18652        | ul. Władysława Stanisława Reymonta | 25107        | ul. kard. Stefana Wyszyńskiego |
| 07123        | ul. Jana Pawła II             | 09800        | ul. Krakowska Mała                      | 19123        | ul. Ruszczańska                    | 25133        | ul. Wyzwolenia                 |
| 41742        | ul. Michała Jańczuka          | 10301        | ul. Bolesława Kubika                    | 19834        | ul. Henryka Sienkiewicza           | 25416        | ul. gen. Józefa Zajączka       |
| 07565        | ul. Jędrusiów                 | 10562        | ul. Kwiatowa                            | 20254        | ul. Słoneczna                      | 26069        | ul. Józefa Zielińskiego        |
| 08265        | ul. Kazimierza Wielkiego      | 10898        | ul. Leśna                               | 20598        | ul. Sosnowa                        | 26259        | ul. Zrębińska                  |
| 08435        | ul. Jana Kilińskiego          | 11139        | ul. Lipowa                              | 20641        | ul. Spacerowa                      | 26398        | ul. Żapniowska                 |
| 08499        | ul. gen. Franciszka Kleeberga | 11205        | ul. 11 Listopada                        | 20683        | ul. Sportowa                       | 26469        | ul. Stefana Żeromskiego        |
| 08574        | ul. Klonowa                   | 11879        | ul. gen. Antoniego Józefa Madalińskiego | 21073        | ul. Staszowska                     |              |                                |

## Dawne części miasta – obiekty fizjograficzne
W latach 70. XX wieku przyporządkowano i opracowano spis lokalnych części integralnych dla Połańca zawarty w tabeli 2.

| Nazwa wsi – miasta  | Nazwy części wsi – miasta | Nazwy obiektów fizjograficznych – charakter obiektu |
| ------------------- | --- | --- |
| I. Gromada POŁANIEC | | |
| 1. Połaniec         | 1. Barszczówka 2. Daszyn 3. Folwark 4. Makarówka 5. Miasto 6. Mąki 7. Podskale 8. Rychterówka 9. Zamoście 10. Zatyłki 11. Żapniów | 1. Barszczówka – pole 2. Batalie – nieużytki, młody las 3. Cechowe – pole 4. Ciołkowe Błonie – pastwisko, krzaki 5. Cyganówka – pole 6. Czarna – pole 7. Dębniak – pole 8. Doły – pole, krzaki 9. Dyjówka – pole 10. Górajki – pole 11. Grysówka – pole 12. Kąty – pole 13. Kępa – łąka, krzaki 14. Kępy – pole 15. Kobyliniec – nieużytki, las młody 16. Koło Łachy – pole 17. Koskowizna – krzaki, pastwisko 18. Koziarówka – pole 19. Ług – nieużytki, pole 20. Makarówka – pole 21. Maliniec – pole, łąka 22. Mąki – pole 23. Nadmaliniec – pole 24. Nakło – pole 25. Ostrówek – krzaki 26. Pastwisko – pole 27. Plebanka – pole 28. Pod Kapliczką – pole 29. Pod Łęgiem – pole 30. Pod Matką Boską – pole 31. Pod Rudnikami – pole 32. Pod Szubienicą – pole 33. Podskale – pole 34. Pogorzele – pole 35. Promyki – pole 36. Rożki – pole, las 37. Różańcówka – pole 38. Rybickie – pole 39. Rychterówka – pole 40. Serwitus – pole 41. Strzegomka – droga 42. Ściegna – pole 43. Śmierdziączka – rzeczka, nieużytki 44. U Strzegomki – pole 45. U Śmierdziączki – pole, nieużytki 46. Wielkie Pole – pole 47. Wysypka – łąka, zarośla 48. Za Cmentarzem – pole 49. Za Glinikiem – pole 50. Za Gruszkami – pole 51. Za Schodnią – pole 52. Zasadzie – pole, krzaki 53. Zatyłki – pole, łąka 54. Zimna Woda – pole, krzaki 55. Zrębińskie – pole 56. Żapniów – pole |

## Transport
Miasto leży przy drodze krajowej nr 79 oraz wojewódzkiej nr 764.
W okolicach Połańca zbudowana została trasa Kielce – Staszów – Połaniec – Mielec – Kolbuszowa – Rzeszów, w ramach której powstał, otwarty 12 listopada 2014 r., most na Wiśle.
W mieście znajduje się stacja kolejowa Połaniec.
Na terenach inwestycyjnych w roku 2015 założono śmigłowcowe lądowisko należące do Miasta i Gminy Połaniec.

## Współpraca międzynarodowa
Miasta i gminy partnerskie:
- Lubowla (od 19 listopada 1999)
- Soleczniki (od 30 września 2001)
- Viggiano (od 19 sierpnia 2001)
- Wonitsa (od 19 sierpnia 2001)
- Étoile-sur-Rhône (od 2004)
- Swalawa (od 2005)

## Burmistrzowie Połańca
- Mieczysław Pawlak (1990-1991)
- Zbigniew Jerzy Nowak (1991-1996)
- Edward Bobiński (1996-1998)
- Zbigniew Jerzy Nowak (1998-2002)
- Janusz Gil (2002-2006)
- Jacek Tarnowski (2006-2021)
- Jacek Nowak (2021-nadal)